# محمد الشواقفة
محمد الشواقفة (1948 - 5 يناير 2021) كاتب ومخرج مسرحي أردني.

## حياته
ولد في المفرق عام 1948، وحصل على بكالوريوس في الإخراج المسرحي من جامعة اليرموك، والماجستير في الفلسفة، وكان عضوًا في نقابة الفنانين الأردنيين، وكتب عددا من المسرحيات والأعمال التليفزيونية التي قدمها كثنائية مع الفنان موسى حجازين، ومنها: زمان الشقلبة، وسمعة في أمريكا، وهاي مواطن، ومواطن حسب الطلب، وبرنامج لا تجيبوا سيرة، وبرنامج سيرة وانفتحت.

## أعماله

### مسرحيات
- زمان الشقلبة، (تأليف)
- سمعة في أمريكا، (تأليف وإخراج)
- هاي مواطن، (تأليف وإخراج)
- ابتسم أنت عربي، (تأليف وإخراج)
- هاي أميريكا، (تأليف وإخراج)
- إلى من يهمه الأمر، (تأليف وإخراج)
- مواطن حسب الطلب، (تأليف وإخراج)
- حاضر سيدي، (تأليف وإخراج)

### برامج
- لا تجيبوا سيرة، (تأليف وإخراج)
- سيرة وانفتحت، (تأليف وإخراج)

## وفاته
توفي يوم الثلاثاء 5 يناير 2021 ميلاديّا الموافق 21 جمادى الأولى 1442 هجريا، عن عمر ناهز 73 عامًا، وقد نعاه وزير الثقافة الأردني الدكتور باسم الطويسي: «إن الشواقفة كاتب ومخرج مسرحي مكرّس، اكتسب حضوره من قدرته على ملامسة واقع الناس والانحياز لبساطتهم وأحلامهم، فشكّل من خلال أعماله حالة مسرحية وطنية نعتز بها، وبما تركه من منجز ثري شكل بقعة مضيئة في المسيرة الفنية والإبداعية الأردنية»
كما نعاه زميله الممثل موسى حجازين قائلًا: «من غير وداع يا شواقفه !
لأنك رحلت عني ولم ترحل مني.
ستبقى أعمالك وصوتك في وجدان الوطن الذي أحبك وبادلته بِردّ الجميل حينما قبَّلت جبينه بأعمالك المسرحية الخالدة.
رحلت عن أعمالك ولكنها لن ترحل عنك.
صديقي لم تكرم من أي جهة رسمية.
ولكن اطمئن أعمالك هي انتصار على الموت وأرفع تكريم لفكرك الحر وذكراك الطيبة.
كنت وستبقى بعد الله محطة جميلة في طريقي للنجاح».